# Martina Beltz
Martina Beltz (geboren als Martina Keller; * 15. Februar 1962 in Sangerhausen) ist eine deutsche Schachspielerin und -trainerin. Sie trägt den Titel einer Internationalen Meisterin der Frauen (WIM).
Beltz war die erste Frau in der DDR, die eine Hochschulausbildung zur Schachtrainerin absolvierte. Dafür besuchte sie unter Ernst Bönsch die Deutsche Hochschule für Körperkultur in Leipzig. Sie erreichte 1985 in Jüterbog den 3. Rang bei den DDR-Meisterschaften der Frauen. 1978 und 1989 wurde sie DDR-Meisterin im Blitzschach. 1990 belegte sie Rang 4 bei der gesamtdeutschen Offenen Frauenmeisterschaft in Bad Neustadt an der Saale.
Für Sachsen am ersten Brett spielend gewann sie mit ihrem Team die Deutsche Frauen-Mannschaftsmeisterschaft der Landesverbände 1991 in Braunfels. In Rodewisch gewann sie 1994 die deutsche Frauenschnellschachmeisterschaft. In der 1. und 2. Schachbundesliga der Frauen spielte sie bis 1993 für die Spielvereinigung Leipzig 1899, anschließend bis 2011 für den SC Leipzig-Gohlis, seit 2011 spielt Beltz für die Schachgemeinschaft Leipzig, die durch den Zusammenschluss des SC Leipzig-Gohlis und des SV Lok Leipzig-Mitte entstand. Mit dem SC Leipzig-Gohlis nahm sie 1999 und 2000 am European Club Cup der Frauen teil.
In den 1990er Jahren rangierte sie in der deutschen Bestenliste beständig unter den ersten 30 der Frauen.

## Veröffentlichungen
Schach im Kindergarten. Methodik für Erzieher. Euro Schach, Dresden 1995 (gemeinsam mit Harald Niesch)